# Rădeni, Călărași
Rădeni este un sat din raionul Călărași, Republica Moldova.
Localitatea este situată la altitudinea de 106 m față de nivelul mării. La recensământul din anul 2004 populația era de 1.741 locuitori. Distanța directă până la Călărași este de 32 km, iar până la Chișinău de 81 km.

## Istoria
Prima atestare documentară apare cu numele „unde a șezut Radul”:
„Din mila lui Dumnezeu, noi, Ilie voievod, domn al Țării Moldovei, și fratele domniei mele, Ștefan voievod. Facem cunoscut, cu aceasta carte a noastră, tuturor celor care o vor vedea sau o vor auzi citindu-se, ca acest adevărat boier al nostru credincios, pan Mihail de la Dorohoi, a slujit sfântrăposatului tatălui nostru cu dreapta și credincioasa slujbă, iar astăzi ne slujește nouă cu dreaptă și credincioasa slujbă. De aceea, noi, văzând dreapta și credincioasa lui slujbă către noi, l-am miluit cu deosebita noastră mila și i-am dat și i-am înnoit și i-am întărit satele lui și privilegiul pe care i i-a dat sfântrăposatul părintele nostru, anume: satul Chindinți, și satul lui Herțea, pe Prut, ... încă satele, pe Răut, unde este moara, încă satul, la Moiatinul de Jos, unde este Nichita, satul unde șed Grabăuții, la capătul de sus al Culișăului, unde a șezut Radul, și încă seliștea unde este iazul, la Cornul Bagului, unde au șezut fiii lui Cosco, ... .

Iar pentru mai mare întărirea a tuturor celor mai sus-scrise, am poruncit slugii noastre credincioase, pan Dionis logofăt, să scrie și să atârne pecetea noastră la această carte a noastră.

A scris Paco, la Suceava, în anul 6945 <1437> decembrie 20 zile.”

## Administrație și politică
Componența Consiliului local Rădeni (9 consilieri), ales la 5 noiembrie 2023, este următoarea:
|  | Partid                                            | Consilieri | Componență | Componență | Componență | Componență | Componență |
|  | ------------------------------------------------- | ---------- | ---------- | ---------- | ---------- | ---------- | ---------- |
|  | Alianța Liberalilor și Democraților pentru Europa | 5          |            |            |            |            |            |
|  | Partidul Acțiune și Solidaritate                  | 4          |            |            |            |            |            |